# Samuel Birley Rowbotham

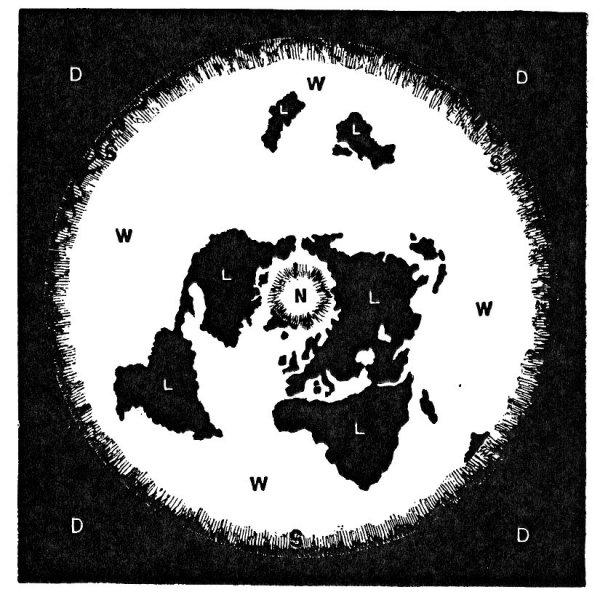
Mapa de la Tierra plana de Rowbotham

Samuel Birley Rowbotham (Londres, 1816-Londres, 23 de diciembre de 1884) fue un escritor e inventor británico, quien escribió Zetetic astronomy: the Earth not a globe bajo el pseudónimo de Parallax. Su trabajo se publicó originalmente como un folleto de 16 páginas (1849) y luego se expandió a un libro (1865). Rowbotham postuló que la Tierra era una superficie plana encerrada cuyo centro era el polo norte y cuyo borde exterior está bordeado por una pared de hielo, con el Sol, la Luna, los planetas y las estrellas a tan solo unos centenares de millas sobre su superficie.

## Biografía
Rowbotham nació en Londres en 1816.
Desde joven se mostró piadoso pero rebelde.  A los 7 años comenzó a dudar de las ideas de Newton y fue azotado tras tratar de escabullirse de un programa sobre el sistema del universo que se realizó en su escuela. Poco después fue enviado a vivir donde su abuelo paterno que era admirador de Newton.  Allí, mientras su abuelo discutía con sus amigos sobre el universo, Rowbotham le dijo que “haces que suene muy bien, pero no pruebas lo que dices. Solo hablas y calculas. Algún día les mostraré a ustedes y a todos estos caballeros que están equivocados, y lo probaré”.
A medida que crecía, Rowbotham estudió la Biblia y encontró en dicho libro la confirmación de sus sospechas astronómicas. Sin embargo, para Rowbotham, la religión no se debía impulsar basándose en una creencia sino demostrándolo científicamente. Luego leyó ampliamente la literatura científica popular y asistió a conferencias sobre diversos aspectos de la ciencia.  En esa época, Rowbotham abrazó las ideas del socialista Robert Owen dando, a veces, conferencias a grupos de owenitas sobre temas científicos demostrando ser un orador talentoso.
Rowbotham comenzó como organizador de una comuna owenita en The Fens, donde formuló sus ideas sobre la Tierra. Después de medir la falta de curvatura en las zanjas de drenaje largas y rectas del río Bedford en su primer experimento del nivel del Bedford, se convenció de la planicidad de la Tierra y comenzó a dar conferencias sobre el tema. Se tomó un poco de tiempo para aprender su oficio, huyendo de una conferencia en Blackburn cuando no pudo explicar por qué los cascos de los barcos desaparecían ante sus mástiles cuando navegaban mar adentro. Sin embargo, como persistió en llenar los pasillos cobrando seis peniques por conferencia, su agudeza y habilidad para debatir se perfeccionaron tanto que pudo "contrarrestar cada argumento con ingenio y habilidad consumada".
Cuando finalmente se le impuso un desafío en Plymouth en 1864 por acusaciones de que no estaría de acuerdo con una prueba, Rowbotham apareció en Plymouth Hoe a la hora señalada, con el testimonio del escritor de astronomía Richard A. Proctor, y se dirigió a la playa donde se había instalado un telescopio. 
Sus oponentes habían afirmado que solo sería visible la linterna del faro de Eddystone, a unas 14 millas mar adentro. De hecho, solo la mitad de la linterna era visible, pero Rowbotham afirmó que sus oponentes estaban equivocados y que demostraba que la Tierra era realmente plana, por lo que mucha gente de Plymouth abandonó el Hoe y estuvo de acuerdo en que "algunas de las conclusiones más importantes de la astronomía moderna habían sido seriamente invalidadas".
En 1856, Rowbotham se casó por segunda vez y tuvo dos hijos, uno de los cuales murió en la infancia. En 1861, cuando tenía 46 años, Rowbotham se casó con una niña de 15 años (con quien vivía en el momento del matrimonio) y se estableció en Londres, teniendo 15 hijos conocidos, de los cuales solo cuatro sobrevivieron. Fue nombrado en numerosos casos de muertes por negligencia, incluida una "muerte por accidente" por envenenar accidentalmente a uno de sus propios hijos. Fue nombrado responsable de otras muertes utilizando sus curas de fósforo. También supuestamente estaba usando el nombre de "Dr. Samuel Birley", viviendo en una hermosa casa de 12 habitaciones, vendiendo los secretos para prolongar la vida humana y curar todas las enfermedades imaginables.  El matemático Augustus De Morgan se refiere a él como S. Goulden. Patentó una serie de invenciones, incluido un "vagón de ferrocarril cilíndrico que salva vidas". No se sabe que haya sido titulado en medicina y sus profesiones se denominan en diferentes momentos "químico, médico, periodista, hervidor de jabón".
Su libro Zetetic Astronomy: The Earth not a Globe apareció en 1864. Sus conferencias continuaron y los ciudadanos preocupados enviaron cartas al Astrónomo Real en busca de refutaciones de sus afirmaciones. Un corresponsal del Leeds Times observó que "una cosa que demostró fue que los aficionados a la ciencia que no están acostumbrados a la defensa de la plataforma son incapaces de enfrentarse a un hombre, un charlatán si se quiere (pero inteligente y totalmente convencido de su teoría), totalmente consciente de la debilidad de sus oponentes".